# 品川庄司
品川庄司（しながわしょうじ）は、吉本興業（東京本社）所属のお笑いコンビ。1995年8月結成。NSC東京校1期生。略称は、品庄（しなしょう）。M-1グランプリ2005ファイナリスト。

## メンバー
品川 祐（しながわ ひろし、1972年4月26日 - ）（53歳）
ボケ・ネタ作り担当。

庄司 智春（しょうじ ともはる、1976年1月1日 - ）（49歳）
ツッコミ担当。

## 来歴
- NSC東京校の同期として出会い、1995年8月に結成[1]。なお、NSC東京校1期出身同士で組まれたグループは2024年現在も品川庄司のみとなっている。
- コンビ名は単純にお互いの名字を合わせたもの。
  - 結成当初のコンビ名は「ミサイル」だったが勝ち抜き形式の番組で負けたため、縁起が悪いとして改名に至った。
  - テレビ朝日のプロデューサーからコンビ名が良くないと忠告されて「オレンジジュース」「レモンスカッシュ」などを提示したが違うと言われ、結局現在のままにした[注 1]。
  - 「品川庄司」という語感からピン芸人[注 2]、あるいは会社名（品川商事）と誤解されたりする。
- 『爆笑オンエアバトル』（NHK総合）に出場経験がある。通算戦績は6勝1敗、最高497KB。第3回チャンピオン大会ではセミファイナルで自身初・チャンピオン大会初のオーバー500KBを達成したが、決勝ではボール2個差でルート33に敗れチャンピオンの座を逃した。
  - 翌年の第4回チャンピオン大会以降は審査員が200人制となり、満点も倍の1090KBとなったため審査員が100人制時代の第3回までのチャンピオン大会においてオーバー500を記録したのは品川庄司のみとなった。また、通常回でオーバー500を達成しておらず、チャンピオン大会で達成している出場芸人も品川庄司のみ[注 3]。
- 2000年、『わらいのじかん』（テレビ朝日）での大勢の若手芸人によるコーナーへ出演した際、先輩のダウンタウンに名前を覚えてもらう。後日マネージャーにお願いし、『HEY!HEY!HEY! MUSIC CHAMP』（フジテレビ）の前説に抜擢された。同時期に『ロンドンハーツ』（テレビ朝日）の前説も担当していた。
- 『M-1グランプリ』では2002年・2004年・2005年大会へ参加し、そのうち2005年大会においてラストイヤー（結成10年）での決勝進出を果たす。若手の登竜門だった『M-1』で既に単独ライブや冠番組を多数経験していた人気芸人の出場は当時では異例だった。審査員の島田洋七からは「番組が盛り上がる」、島田紳助からは「稽古量が伝わってきて感動した」と高評価されるも結果は4位で最終決戦への進出を逃した。
- 中川家、麒麟、次長課長、ペナルティ、おぎやはぎらと共に現在の若手芸人ブーム到来よりも数年前（2000年代前半）に売れたため、「自分たちはお笑いブームに上手く乗れていない」と自虐することがある。2008年以降、10年に亘ってコンビでのレギュラー番組は一本も持てなかった。しかし雛壇芸人としての評価は高く、不定期でのゲスト出演は途切れたことがない。決して勢いだけでなく、お笑いブームの中で安定している芸人と言える。
- コンビ仲が極めて悪かったことで知られる。結成2年目ほどから不仲だったものの、2006年頃に小説「ドロップ」の出版など品川個人での活動が活発となったことも拍車をかける。『めちゃ×2イケてるッ!』（フジテレビ）に映画「ドロップ」宣伝を兼ねて出演した際には、収録中のやりとりを巡って収録後に殴り合いの喧嘩へ発展した。当時が解散寸前の一番険悪な時期であったという。一方、映画公開後はメールで感想のやりとりを交わすほど改善はされたがしこりは残っていた（徐々にコンビ仲が良くなってきたのは2018年頃から）。品川は小説や映画の仕事へ更にやる気を出し、コンビでの新しいネタを書く機会は減少。庄司は結婚を機にピン芸人としてネタを披露する機会が増え、特に庄司の嫁である「ミキティー!」の叫びは最早ギャグと化している。また、『R-1ぐらんぷり』出場にも意欲を見せた。そして品川が庄司の特徴である筋肉キャラ・イケメンキャラにも浸食しつつある。
- 2018年11月7日放送開始となる『MIRAI系アイドルTV』（TOKYO MX）にて、約15年ぶりにコンビで地上波レギュラー番組のMCを務めた[2][3]。
- 2019年4月より、結成25年を記念してコンビ初の全国ツアー「品川庄司漫才初全国ツアー」を開催[4]。

## 芸風
- しゃべくり漫才で、品川のボケに対して庄司が的確にツッコむスタイル。結成初期は主にコントを披露していたがオンエアバトルにて漫才で初めてオンエアされたため、漫才中心に移行した。なお、現在もライブを中心にコントを演じることがある。
- ネタ作り担当の品川によると、庄司に漫才のネタを書いてもらったところコンビでやるネタなのに登場人物が3人になっていたため、以降は品川がネタ作りを全て請け負うようになったとのこと。

## 喧嘩に関するエピソード
- インターネットラジオの収録中に庄司が書いてきたネタへ品川が疑問を覚え、品川からすると庄司が不貞腐れているように見えたためお互い口論に発展し、収録が一時止まった[動画 1]。
- 和田アキ子MCのクイズ番組にて、全員正解が当たり前と思われるクイズで品川が不正解したことに周囲がイジる中で、イジられることを不憫に思った品川に庄司がツッコみつつ注意したところ品川が庄司の顔面に頭突きをし、庄司の鼻に当たった。それに対し庄司のリアクションが薄かったことで、品川が不満を抱いたまま収録が一旦止まった。そこでHIRO（安田大サーカス）が、庄司の鼻にキスして場が和んだ。その後、TBSのスタジオ前で庄司が品川の顔面を殴り、周囲が騒然となったところにプロデューサーが駆け寄り「俺の顔に免じて頼むよ」と仲裁したため喧嘩も止まり、収録を再開した。
- 品川がフジテレビ『めちゃ×2イケてるッ!』のコーナーにドロップの宣伝で出演した際、ゲームで負けた者が綱引きをして粉の中に落ちるという流れの中で品川が失敗し、シークレットゲストで庄司が登場した際に「庄司より弱いと思われたくない」と思い、コンビで綱引き対決を演じたところ庄司側には綱にフックが掛かっており、粉に落ちない仕掛けが施されていたことを不憫に思った品川が、最後は粉の中で庄司と相撲をとるまでに発展した[動画 2]。
- 単独ライブの稽古が深夜まで及んだ時に品川がネタを書く間で庄司が待っていた際、庄司が漏らした愚痴を受けてマンボウやしろが「品川さんネタ書いてるのに、庄司さん何もしてないじゃないですか」と注意したところ、庄司が腹を立てるもやしろを呼んだのは品川のため「なんでオメェがそんなこと言ってんだ」と口論になり、やがて殴り合いの喧嘩に発展。それを止めに入ったやしろだったが品川が腕を振り払った途端、やしろの顔面に肘が直撃した。
- 関ジャニ∞に喧嘩ドッキリを仕掛けようとしたが、いつの間にか本気の喧嘩に発展してしまった。

## 賞レース成績・受賞歴など

### M-1グランプリ
| 年     | 結果       | エントリーNo. | 決勝戦キャッチコピー | 備考         |
| ------ | ---------- | ------------- | -------------------- | ------------ |
| 2002年 | 準決勝敗退 | 1756          |                      |              |
| 2003年 | 不参加     |               |                      |              |
| 2004年 | 準決勝敗退 |               |                      |              |
| 2005年 | 決勝4位    | 3338          | 不屈のお調子者       | ラストイヤー |

### その他
- 2001年 爆笑オンエアバトル 第3回チャンピオン大会 決勝2位
- 2002年 ゴールデン・アロー賞 芸能新人賞

## 出演

### テレビ

#### レギュラー番組
現在の出演番組
- ロンドンハーツ（テレビ朝日） 不定期出演
- アメトーーク!（テレビ朝日） 不定期出演

過去の出演番組
- 爆笑オンエアバトル（NHK総合）
- 虎の門（テレビ朝日）不定期出演
- テレビ王（テレビ朝日）不定期出演
- 特捜TV!ガブリンチョ（テレビ朝日）
- とりあえずイイ感じ。（日本テレビ）不定期出演
- リンカーン（TBSテレビ）準レギュラー
- ヨシモト∞（2部）（ヨシモトファンダンゴTV）
- HAMADA COMPANY 弾丸!ヒーローズ（テレビ朝日）
- トーキョープラズマボーイズ（フジテレビ、2002年4月15日 - 9月16日）
- ダシヌキ!（東海テレビ、2002年7月 - 2004年9月）
- アイアイタイフーン（テレビ東京、ヨシモトファンダンゴTV）
- 品川庄司の秋葉☆りむじん（テレビ東京、ヨシモトファンダンゴTV）
- 秋葉な連中（テレビ東京、ヨシモトファンダンゴTV）
- JACKSON〜東京ストリートショー（テレビ東京、2001年4月 - 2002年3月）
- 品庄内閣（TBSテレビ、2001年10月 - 2002年3月）
- ぶっちゃけ!99（TBSテレビ）準レギュラー
- うちあげ（CBCテレビ、2005年10月 - 2006年3月）
- ヒデヨシ（CBCテレビ、2002年4月 - 2005年10月）
- 月イチ品庄（CBCテレビ）
- 世界バリバリ☆バリュー（TBSテレビ）不定期出演
- ハナタカ天狗（TBSテレビ、2005年4月 - 9月）不定期出演
- 全員正解あたりまえ!クイズ（TBSテレビ）準レギュラー
- 内村プロデュース（テレビ朝日）準レギュラー
  - 家庭訪問企画中に品川が庄司の家を荒らしまくり、「次に無茶したら退場」と警告される。しかし、翌週のシチュエーションコント企画で品川の肛門を見せる下ネタを執拗に繰り返したため、1年間出入り禁止にされた。ただし目出し帽を着用し、「マスクマン」として出演は継続。2005年1月1日のスペシャル、恒例の「露天風呂だるまさんがころんだ」中にマスクが取れて復帰となる。
- こちらササキ研究所（テレビ東京 2006年8月3日 - 9月28日）
  - 放送開始当初は極楽とんぼの冠番組であり、タイトルも「極楽とんぼのこちらササキ研究所」であったが、メンバーである山本圭壱が同年7月13日の放送を最後に番組を降板したため、急遽8月3日放送分から山本の代役としてレギュラー出演していた。
- ラブログ（CBCテレビ）
- 水10!ココリコミラクルタイプ（フジテレビ）
- 今田ハウジング（日本テレビ）
- 21世紀エジソン（TBSテレビ）不定期出演
- 森田一義アワー 笑っていいとも!（フジテレビ、2004年10月 - 2008年9月）水曜日→火曜日→金曜日→水曜日
- 笑っていいとも!増刊号
- 笑っていいとも!特大号
- 爆笑問題の検索ちゃん（テレビ朝日）
- めちゃ2イケてるッ! （フジテレビ）
  - 「シンクロナイズドテイスティング団体戦」レギュラー、 「恋のかま騒ぎ」コーナー
- すイエんサー（NHK Eテレ、2008年 - 2011年9月）司会
- クイズ!ヘキサゴンII（フジテレビ）単独出演もあり
- キャラもん（読売テレビ）司会
- 知ってるor知ったか?クイズ!バレベルの塔（ABCテレビ、2013年4月 - 9月）
- 特盛よしもと 今田・八光のおしゃべりジャングル（読売テレビ）- 不定期出演
- MIRAI系アイドルTV（TOKYO MX、2018年11月7日 - 2022年12月）※YouTube公式チャンネルにて過去の回をアップロード。- レギュラー出演

#### 特別番組（MCもしくはメインキャスト）
- そのまんま品庄→そのまんまのまま品庄（テレビ朝日）
- 次課長&おぎや&品庄"俺達にだってできるんだ"スペシャル（TBSテレビ）
- ザ・トライアングル（TBSテレビ、2008年9月30日） 司会
- 新東名横断ウルトラクイズ（静岡第一テレビ、2012年6月30日）- 品川 - 司会、庄司 - 解答者
- ここドコ!?いいね #インスタ映え #鬼ごっこ（OHK岡山放送・TSSテレビ新広島、2017年12月17日）

### ネット配信
- 女優と観る! 真夜中の映画祭（AbemaTV、2018年3月24日 - 4月29日）
  - 2018年4月分まではコンビでのMCだったが、2018年5月以降は品川が単独でMCを務めている。
- 極楽とんぼKAKERUTV（AbemaTV、 AbemaGOLDEN9）

### ラジオ
- 品川庄司のいずれは2時間!（文化放送）
- LIPS PARTY 21.jp（文化放送）月曜日

### CM
- アコム（2005年3月 - 2006年2月頃）一時期、品川庄司が歌うCM曲が流れていた（未発売）。
- 資生堂uno（2007年上半期）公式サイト上にてCM出演者をプレイヤーキャラにできるバトルゲームも公開。

### 映画
- 鳶がクルリと（2005年・東映）
- 監督感染（2003年・ギャガ・コミュニケーションズ）オムニバス形式5作品のうち「TWOSHOT」を品川が監督・脚本・品川と庄司が主演。
- ドロップ（2009年・角川映画）品川が原作・監督・脚本を担当、本編中にも庄司と共にこっそり出演している。

## DVD
単独ライブ
※販売元は全てよしもとミュージックエンタテインメント。
- 「MANZAIドライブ」（2002年6月26日）
- 「INSTANT」（2002年10月19日）
- 「MANZAIドライブ2」（2003年5月28日）
- 「8MEN」（2003年9月25日）
- 「コントドライブ」（2004年3月24日）
- 「POINT ～点～」（2005年2月23日）
- 「デコレーション」（2006年2月22日）

テレビ番組
- 「M-1グランプリ」関連（販売元はすべてよしもとアール・アンド・シー）
  - 「M-1グランプリ2002完全版 ～その激闘のすべて・伝説の敗者復活戦45組すべて収録～」（2003年12月17日）- ※敗者復活戦のみ。
  - 「M-1グランプリ2004完全版 ～いざ! M-1戦国時代へ "東京勢の逆襲"～」（2005年4月27日）- ※敗者復活戦のみ。
  - 「M-1グランプリ2005完全版 ～本命なきクリスマス決戦! "新時代の幕開け"～」（2006年4月26日）
  - 「M-1グランプリ the BEST 2004～2006」（2007年12月10日）
- 「ココリコミラクルタイプ 恋のみそ味 恋のしお味 DVD-BOX」（2003年9月3日、ポニーキャニオン）
- 「ココリコミラクルタイプ 恋のしょうゆ味 恋のとんこつ味 DVD-BOX」（2004年11月17日、ポニーキャニオン）
- 「NO PLAN & その仲間たち 『今日だけ勘違いしていいですか!?』LIVE」（2004年7月7日、キューンミュージック）
- 「クイズ!ヘキサゴンII 2009合宿スペシャル in宮古島&熱海」（2010年3月24日、よしもとアール・アンド・シー）

その他
- 「よしもと本物流 赤版Vol.1 ～月刊レンタルDVD～」2005年7月号 - ※非売品（レンタル専用）
- 「YOSHIMOTO PRESENTS LIVE STAND 07 0429」（2007年10月24日、よしもとミュージックエンタテインメント）

## 舞台
- ルミネtheよしもと